# Partido Popular Danés
El Partido Popular Danés (en danés Dansk Folkeparti, DF) es un partido político danés de ideología nacionalista y populista de derecha. El partido fue fundado en 1995 por Pia Kjærsgaard, quien fue líder del partido hasta 2012, cuando pasó el liderazgo a Kristian Thulesen Dahl.
El DF prestó su apoyo al gobierno Liberal-Conservador que gobernó el país desde las elecciones generales de 2001 hasta las elecciones de 2011. Si bien no formaba parte del gabinete, el DF cooperó estrechamente con la coalición gobernante en la mayoría de los temas y recibió a cambio apoyo para posturas políticas clave, hasta el punto de que comúnmente se hacía referencia al gobierno como el "gobierno VKO" (siendo O el símbolo electoral del DF). También brindó apoyo parlamentario a los gabinetes de Lars Løkke Rasmussen de 2016 a 2019, nuevamente sin participar en el mismo. 

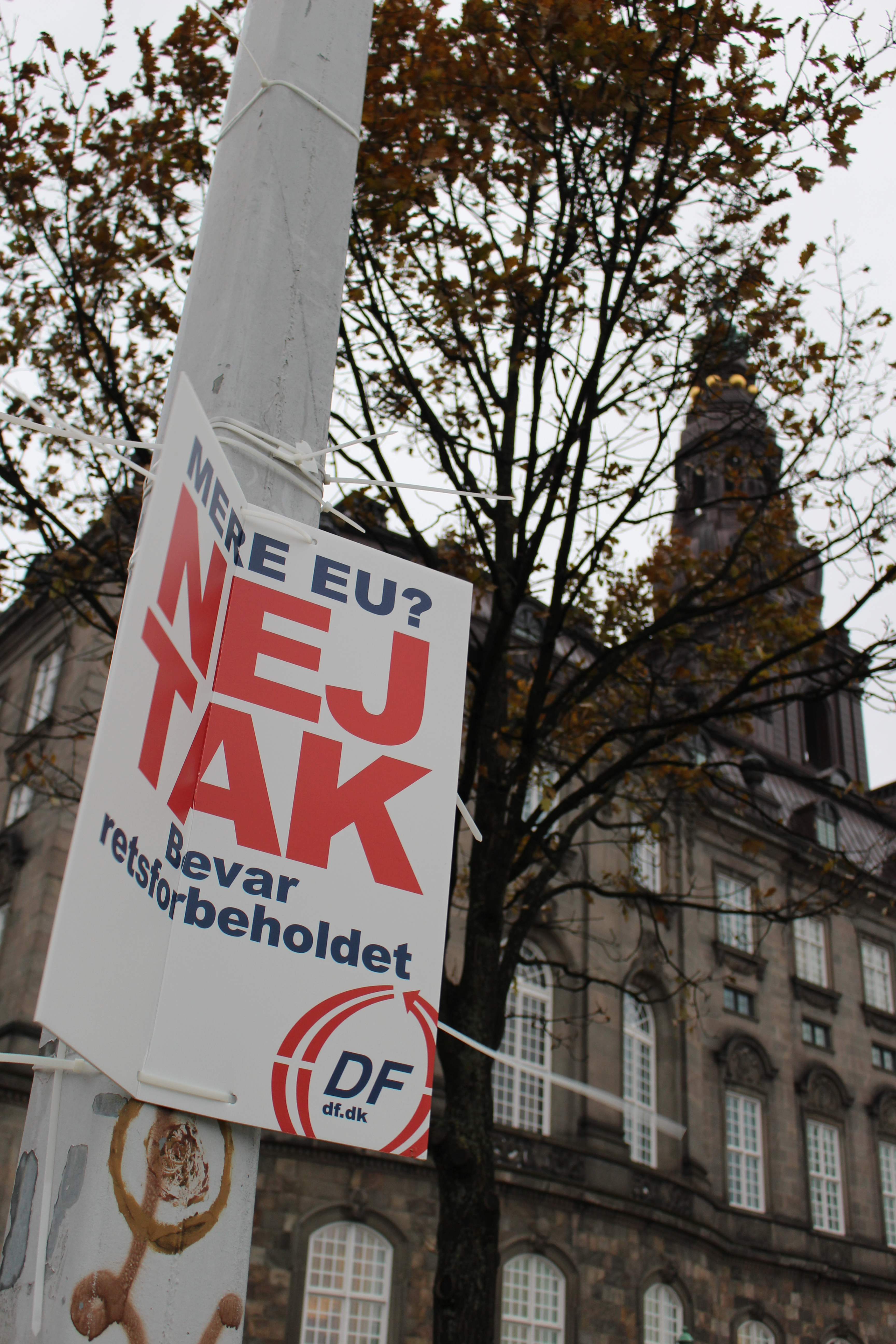
Cartel del Referéndum de 2015 en el que se dice: "¿Más UE? No, gracias".

## Historia

### Primeros años (1995—2001)
El Partido Popular Danés fue fundado el 6 de octubre de 1995 por Pia Kjærsgaard, Kristian Thulesen Dahl, Poul Nødgaard y Ole Donner a partir del Partido del Progreso, un partido centrado en el rechazo al impuesto sobre la renta y al estado del bienestar. Su primera convención nacional se celebró en Vissenbjerg el 1 de junio de 1996, donde Pia Kjærsgaard fue elegida por unanimidad como presidenta del partido. El partido se estableció en protesta por las "condiciones anarquistas" del Partido del Progreso y sus políticas de "todo o nada". Inicialmente, muchos lo vieron como un "clon" del Partido del Progreso, pero pronto se demostró que era falso. En una lucha por ser respetado como un partido responsable capaz de cooperar con los demás y distanciarse de las condiciones del Partido del Progreso, la dirección del partido abatió las críticas de sus miembros a través de expulsiones. El partido vio necesaria una dirección partidaria altamente centralizada, ya que no toleraría conflictos internos y desacuerdos con la estrategia oficial.
El partido fue el primer partido parlamentario exitoso en los países nórdicos en relacionarse filosóficamente más estrechamente con la Nouvelle Droite francesa que con la forma nórdica anterior de populismo de derecha. El DF representó una síntesis de varias corrientes políticas: el movimiento luterano Tidehverv y su revista relacionada, una derecha nacionalista intelectual de la Asociación Danesa (Den Danske Forening) y populistas conservadores del Partido del Progreso.
En 1997, el partido ganó alrededor del 7% en las elecciones municipales y le fue muy bien en los municipios tradicionales de izquierda, rivalizando potencialmente con los Socialdemócratas. Para 1998, el partido tenía 2.500 miembros registrados. El partido hizo su debut electoral en las elecciones parlamentarias danesas de 1998, ganando 13 escaños y el 7,4% de los votos. Sin embargo, el partido se quedó sin influencia en la formación de un gobierno; se cerró en gran parte debido a la percepción de que no era stuerent (es decir, no aceptable o "doméstico").

### Coalición Liberal-Conservadora (2001—2011)
El Partido Popular Danés logró un gran avance electoral en las elecciones parlamentarias de 2001, al obtener el 12% de los votos y 22 escaños en el parlamento. Se convirtió en el tercer partido del país, dándoles una posición clave, ya que tendrían una mayoría parlamentaria junto con el Partido Popular Conservador y Venstre. El DF se vio favorecido por estos partidos, ya que había apoyado al candidato de Venstre a primer ministro, Anders Fogh Rasmussen, durante la campaña electoral. Finalmente, dio su apoyo parlamentario a un gobierno de coalición Conservador-Liberal, encabezado por el primer ministro Rasmussen, a cambio de la implementación de algunas de sus demandas clave, ante todo, políticas más estrictas sobre inmigración. El partido tuvo un papel clave en la redacción de las reglas y condiciones para la inmigración en la ley de inmigración establecida por el gobierno en mayo de 2002, a la que llamó "la más estricta de Europa".
En las elecciones de 2005, el partido aumentó aún más su voto y ganó el 13,2% de los votos y 24 escaños. Entre los jóvenes votantes primerizos, el partido fue aún más popular, recibiendo una quinta parte de sus votos. El partido continuó apoyando al gobierno y desarrolló una base política más amplia, ya que hizo de las políticas de bienestar su tema central, junto con las políticas de inmigración.
En 2006, la popularidad del partido aumentó drásticamente en las encuestas de opinión tras la controversia de las caricaturas de Mahoma en el Jyllands-Posten, a expensas de los socialdemócratas. El promedio de todas las encuestas nacionales mensuales mostró que el DF ganó siete escaños en el parlamento de enero a febrero, y los socialdemócratas perdieron la misma cantidad. Este efecto, sin embargo, se desvaneció un poco con la caída de la atención de los medios a la controversia de las caricaturas.
En las elecciones parlamentarias de 2007, el DF obtuvo el 13,9% y 25 escaños, y nuevamente siguió apoyando al gobierno conservador-liberal. Así, en todas las elecciones desde su fundación el partido ha tenido un crecimiento constante, aunque la tasa de crecimiento se ha estancado un poco en los últimos años. Los partidos en el centro político, en particular la recién fundada Nueva Alianza, habían buscado convertirse en partidos clave y ser capaces de aislar las políticas de inmigración del DF, pero finalmente fracasaron. El partido era miembro del Movimiento por una Europa de las Libertades y la Democracia (MELD).
En las elecciones de 2009 para el Parlamento Europeo, el principal candidato del partido, Morten Messerschmidt, ganó su escaño de forma aplastante con 284.500 votos personales (la mayoría de los votos para cualquier candidato de cualquier partido); dando así al partido un segundo escaño (que recayó en Anna Rosbach Andersen). El partido logró un gran avance con respecto a sus resultados anteriores en las elecciones europeas, más que duplicando su voto al 15,3% y recibiendo 2 eurodiputados. 

### Elecciones de 2015 y regreso de la coalición
Durante las elecciones generales danesas de 2015, el DF obtuvo el 21,08% de los votos nacionales bajo el liderazgo de Kristian Thulesen Dahl, la cifra más alta desde su fundación, y obtuvo 37 escaños, lo que colocó al partido en segundo lugar. Posteriormente, el partido inició negociaciones con Venstre para brindar nuevamente apoyo parlamentario a cambio de políticas más estrictas sobre inmigración y la UE. Posteriormente se formó un gobierno minoritario encabezado por Lars Løkke Rasmussen con el apoyo del DF, la Alianza Liberal y el Partido Popular Conservador.

### Elecciones de 2019 y escisión
El partido sufrió una gran derrota en las elecciones generales de 2019, registrando su peor resultado desde 1998. Obtuvo solo el 8,7% de los votos y 16 escaños, una pérdida neta de 21 escaños desde 2015; cayó al tercer lugar, superando por poco a los social liberales.
En enero de 2022, Dahl renunció como líder y fue reemplazado por Morten Messerschmidt. En marzo de ese año, diez de los diputados del DF abandonaron el partido citando las controversias de Messerschmidt relacionadas con el fraude en el Parlamento Europeo y lo que afirmaron ser un "ambiente de trabajo tóxico" según la diputada Liselott Blixt.

## Ideología
Su programa se basa en la reducción drástica de la inmigración, la oposición a una sociedad multicultural y multiétnica (para preservar a Dinamarca —a la que consideran una «nación cristiana»— de una hipotética islamización), la asimilación de los inmigrantes, propone hacer obligatorio el estudio de las caricaturas de Mahoma del Jyllands-Posten, reclamar ayudas para ancianos y discapacitados, establecimiento de duras condenas a delitos como la violación o el rapto de menores, oposición a toda construcción de parques eólicos, oposición a la reducción de soberanía danesa en la Unión Europea, y apoyo a la guerra contra el terrorismo llevada a cabo por Estados Unidos.

### Política exterior
El partido se opone a la cesión de la soberanía de Dinamarca a la Unión Europea y se opone a una mayor integración de la UE y al eurofederalismo. También se opone al euro y quiere mantener la corona danesa como moneda. También está en contra de la posible adhesión de Turquía a la Unión Europea.
El partido busca el reconocimiento internacional de Taiwán y apoya a Taiwán en sus disputas con la República Popular China. En 2007, el partido se opuso al plan del gobierno danés de reconocer la independencia de Kosovo y mantuvo la integridad territorial de Serbia. El DF apoya a Israel y se opone al reconocimiento de Palestina sobre la base de que no existe un estado palestino efectivo, y quiere trasladar la embajada danesa en Israel a Jerusalén. El DF también apoya la membresía danesa en la OTAN.

## Líderes del partido
- Pia Kjærsgaard (1995—2012)
- Kristian Thulesen Dahl (2012—2022)
- Morten Messerschmidt (2022—)

## Resultados electorales
| Elecciones | Votos        | %    | Escaños | +/- | Estado        |
| ---------- | ------------ | ---- | ------- | --- | ------------- |
| 1998       | 252.429 (#5) | 7,4  | 13/179  |     | Oposición     |
| 2001       | 413.987 (#3) | 12,0 | 22/179  | 9   | Apoyo externo |
| 2005       | 444.205 (#3) | 13,2 | 24/179  | 2   | Apoyo externo |
| 2007       | 478.638 (#3) | 13,8 | 25/179  | 1   | Apoyo externo |
| 2011       | 436.726 (#3) | 12,3 | 22/179  | 3   | Oposición     |
| 2015       | 741.539 (#2) | 21,1 | 37/179  | 15  | Apoyo externo |
| 2019       | 308.219 (#3) | 8,7  | 16/179  | 21  | Oposición     |
| 2022       | 93.100 (#12) | 2,63 | 5/179   | 11  | Oposición     |